# سمير بنوت
سمير حسن بنوت (ولد في نوفمبر 1955 في مدينة بيروت، لبنان) لاعب كمال أجسام محترف، من أصل لبناني لُقِب أسد لبنان.

## السيرة الذاتية
ولد سمير بنوت في جونيه حيث قضى طفولته هناك بين قاعات الرياضة ومسابقات كمال الأجسام ليهاجر بعد ذلك إلى الولايات المتحدة الأمريكية سنة 1976 , ليحقق حلمه بأن يكون أفضل لاعب كمال الأجسام في العالم سنة 1983 حين تحصّل على لقب مستر أولمبيا الذي يعد أرقى لقب في هذه الرياضة.
أنشأ سمير بنّوت، على غرار العديد من لاعبي كمال الأجسام المحترفين، مؤسسته الخاصة لإنتاج المكمِّلات الغذائية Bannout Nutrition إضافة عن اختراعه للعديد من المعدّات الرياضية التي يتم تسويقها من طرف شركة Feelness Int الألمانيّة.

## المشاركات والألقاب
حاز سمير بنّوت خلال مشواره الرياضي على عديد الألقاب ويعدُّ ارقاها لقب مستر أولمبيا سنة 1983 وهو سابع شخص يحصل على هذا اللقب منذ بداية هذه الدورة سنة 1965.
- 1974 سيد الكون (Mr. Universe) - الطول المتوسط - المركز السابع.
- 1976 سيد الكون (Mr. Universe) - الطول المتوسط - المركز الثاني عشر.
- 1977 سيد الكون (Mr. Universe) - الطول المتوسط - المركز الثاني.
- 1978 سيد الكون (Mr. Universe) - الطول المتوسط - المركز الثاني.
- 1979 سيد الكون (Mr. Universe) - الطول المتوسط - المركز الأول.
- 1979 كأس كندا للمحترفين - لم يحرز مركزاً.
- 1979 بطولة الهواة العالمية (World Amateur Championships) وزن خفيف الثقيل - المركز الأول.
- 1980 بطولة (Grand Prix) للمحترفين - كاليفورنيا - المركز الرابع.
- 1980 بطولة (Grand Prix) للمحترفين - بنسلفانيا - المركز السابع.
- 1980 بطولة ليلة الأبطال (Night of Champions) للمحترفين - المركز العاشر.
- 1980 مستر أولمبيا (Mr. Olympia) للمحترفين - المركز الخامس عشر.
- 1980 بطولة (Pittsburgh Pro Invitational) للمحترفين - لم يحرز مركزاً.
- 1981 بطولة (Grand Prix) للمحترفين - كاليفورنيا - المركز السابع.
- 1981 بطولة (Grand Prix) للمحترفين - نيو إنجلند - المركز السادس.
- 1981 بطولة ليلة الأبطال (Night of Champions) للمحترفين - المركز العاشر.
- 1981 مستر أولمبيا (Mr. Olympia) للمحترفين - المركز التاسع.
- 1982 بطولة (Grand Prix) للمحترفين - السويد - المركز الثاني.
- 1982 مستر أولمبيا (Mr. Olympia) للمحترفين - المركز الرابع.
- 1983 مستر أولمبيا (Mr. Olympia) للمحترفين - المركز الأول.
- 1984 كأس كندا للمحترفين - المركز الخامس.
- 1984 مستر أولمبيا (Mr. Olympia) للمحترفين - المركز السادس.
- 1984 بطولة (Grand Prix) للمحترفين - المركز الخامس.
- 1985 بطولة اتحاد (WABBA) للمحترفين - المركز الأول.
- 1988 بطولة (Grand Prix) للمحترفين - إنجلترا - المركز العاشر.
- 1988 بطولة (Grand Prix) للمحترفين - إيطاليا - المركز التاسع.
- 1988 مستر أولمبيا (Mr. Olympia) للمحترفين - المركز الثامن.
- 1989 بطولة آرنولد كلاسيك للمحترفين - المركز الرابع.
- 1989 بطولة (Grand Prix) للمحترفين - فنلندا - المركز السادس.
- 1989 بطولة (Grand Prix) للمحترفين - فرنسا - المركز الثامن.
- 1989 بطولة (Grand Prix) للمحترفين - ألمانيا - المركز الخامس.
- 1989 بطولة (Grand Prix) للمحترفين - هولندا - المركز الخامس.
- 1989 بطولة (Grand Prix) للمحترفين - إسبانيا (1) - المركز الخامس.
- 1989 بطولة (Grand Prix) للمحترفين - إسبانيا (2) - المركز الخامس.
- 1989 بطولة (Grand Prix) للمحترفين - السويد - المركز الثالث.
- 1989 مستر أولمبيا (Mr. Olympia) للمحترفين - المركز التاسع.
- 1990 بطولة آرنولد كلاسيك للمحترفين - لم يحرز مركزاً.
- 1990 بطولة (Grand Prix) للمحترفين - إنجلترا - المركز السادس.
- 1990 بطولة (Grand Prix) للمحترفين - فنلندا - المركز الخامس.
- 1990 بطولة (Grand Prix) للمحترفين - إيطاليا - المركز السادس.
- 1990 بطولة (Houston Pro Invitational) للمحترفين - المركز الثالث.
- 1990 مستر أولمبيا (Mr. Olympia) للمحترفين - المركز الثامن.
- 1990 بطولة (Pittsburgh Pro Invitational) للمحترفين - المركز الأول.
- 1990 بطولة العالم لاتحاد (NABBA) للمحترفين - المركز الثاني.
- 1991 مستر أولمبيا (Mr. Olympia) - لم يحرز مركزاً.
- 1992 بطولة آرنولد كلاسيك للمحترفين - لم يحرز مركزاً.
- 1992 بطولة (Grand Prix) للمحترفين - ألمانيا - المركز الحادي عشر.
- 1992 مستر أولمبيا (Mr. Olympia) للمحترفين - المركز السادس عشر.
- 1993 بطولة آرنولد كلاسيك للمحترفين - المركز الثالث عشر.
- 1993 بطولة الرجل الحديدي (Ironman Pro Invitational) للمحترفين - المركز الخامس عشر.
- 1993 بطولة الرجل الحديدي (Ironman Pro Invitational) للمحترفين - المركز الثالث عشر
- 1993 بطولة (San Jose Pro Invitational) للمحترفين - المركز العاشر.
- 1994 بطولة (Grand Prix) للمحترفين - إنجلترا - المركز الرابع عشر.
- 1994 بطولة (Grand Prix) للمحترفين - ألمانيا - المركز الثالث عشر.
- 1994 بطولة (Grand Prix) للمحترفين - إيطاليا - المركز الثاني عشر.
- 1994 بطولة (Grand Prix) للمحترفين - إسبانيا - المركز الثاني عشر.
- 1994 مستر أولمبيا (Mr. Olympia) للمحترفين - المركز التاسع عشر.
- 1996 مستر أولمبيا (Mr. Olympia Masters) للمحترفين الكبار بالسن - المركز السادس.

## وصلات خارجية
- Samir Bannout Official Website
- Samir Bannout Bodybuilding Gallery
- MuscleSport Radio interview with Joe Pietaro, 11/25/08

| سبقه كريس ديكرسون 1982 | قائمة أبطال مستر أولمبيا سمير بنوت 1983 | تبعه لي هاني 1984، 1985، 1986، 1987، 1988، 1989، 1990، 1991 |